# Disneyland Paris
Disneyland Paris (precedentemente conosciuto come Euro Disney Resort o anche Disneyland Resort Paris) è un complesso turistico situato al Marne-la-Vallée, 32 km a est di Parigi.
Inaugurato il 12 aprile 1992, il resort è formato da due parchi a tema, Disneyland Park e Walt Disney Studios Park (dal 2026, cambierà nome in Disney Adventure World), e ospita al suo interno anche un'area shopping chiamata Disney Village, un campo da golf e una serie di hotel tematizzati.
Ogni giorno vengono organizzati spettacoli all'interno del resort, nonché parate e sfilate di carri a tema Disney, con i personaggi più famosi. Ogni sera, poco prima dell'orario di chiusura, i due parchi propongono agli ospiti uno spettacolo notturno di luci, musica, droni e fuochi artificiali.
Le lingue ufficiali del parco sono il francese e l'inglese, ma molti dei dipendenti (chiamati cast member) sono poliglotti e nel complesso si parlano fino a venti lingue diverse. La struttura, comprendente entrambi i parchi Disney, è il complesso turistico più visitato d'Europa e il quarto a livello mondiale.
È stata di proprietà della società francese Euro Disney S.C.A., una joint venture fondata dalla Walt Disney Company in collaborazione con il governo francese e altri azionisti tra cui la società saudita Kingdom Holding che possedeva il 9% delle azioni. La società Euro Disney S.C.A. è stata poi interamente acquisita dalla Disney nel 2017, rendendo Disneyland Paris il terzo resort (e l'unico fuori dai confini americani) interamente posseduto e gestito direttamente dalla multinazionale statunitense, attraverso la divisione Disney Experiences.

## Storia

### La ricerca della località europea perfetta
Dopo il successo del parco Disneyland (1955), di Walt Disney World Resort in Florida (1971), e del Tokyo Disney Resort in Giappone (1983) (quest'ultimo costruito dalla compagnia locale Oriental Land Company, la quale gestisce e finanzia il parco indipendentemente, pagando alla Disney i diritti di licenza e collaborando con loro per creare le attrazioni), la multinazionale statunitense iniziò a progettare un nuovo parco in Europa finché, nel 1984, gli allora capi della divisione dei parchi Disney, Dick Nunis e Jim Cora, presentano una lista di circa 1.200 possibili sedi europee. Tra le nazioni candidate, troviamo Francia, Spagna, Portogallo, Germania, Italia e Gran Bretagna.
Nel marzo del 1985, il numero delle possibili sedi per il parco si riduce a quattro; due in Francia e due in Spagna. Entrambe le nazioni infatti presentano un maggiore potenziale turistico ed economico. Entrambi i siti spagnoli si trovavano vicino al Mar Mediterraneo e offrivano un clima subtropicale simile ai parchi Disney in California e Florida. In Francia l'interesse cade su un sito nei pressi di Tolone, non lontano da Marsiglia. L'ameno paesaggio di quella regione, così come il suo clima, rende il sito un ottimo concorrente per Euro Disneyland. Tuttavia, il terreno dove poteva sorgere il resort si rivelò poco adatto per la sua costruzione e viene quindi scartato. L'altro sito è ubicato nella città rurale di Marne-la-Vallée, vantaggioso per la sua vicinanza a Parigi e la sua posizione centrale in Europa occidentale. Questa posizione viene stimata essere a non più di quattro ore di distanza per 68 milioni di persone e a non più di due ore di volo per altri 300 milioni.
L'allora amministratore delegato della Disney, Michael Eisner, firmò il 18 dicembre 1985 la prima lettera di accordo con il governo francese per il sito di 20 km2, pari a 2.000 ettari, mentre i primi contratti finanziari vennero elaborati nel corso della primavera successiva. Il contratto definitivo fu firmato dai dirigenti della Walt Disney Company e dal governo francese, il 24 marzo 1987.

### Progettazione iniziale e fasi di costruzione
La costruzione iniziò nell'agosto del 1988; nel dicembre 1990, un centro di informazione, denominato "Espace Euro Disney", aprì per mostrare al pubblico ciò che stava venendo costruito. I piani per un parco a tema accanto a Euro Disneyland basato sull'industria dell'intrattenimento, Disney-MGM Studios Europe, e la sua apertura furono programmati per il 1996 con un budget di costruzione di US $ 2,3 miliardi. Il direttore dei lavori fu Bovis.
Secondo il progetto definitivo, il parco doveva raggiungere la dimensione di 1.800 ettari entro l'anno 2000. Una piccola parte sarebbe stato adibito allo stesso parco, sul resto si dovevano costruire uffici, teatri, centri culturali, commerciali e ricreativi. L'importo dell'investimento iniziale fu di 15 miliardi di franchi, pari a 2,3 miliardi di euro, più 5 miliardi di franchi (circa 800 milioni di euro) per la costruzione delle infrastrutture, per un totale di 3,1 miliardi di euro di spese. Il gruppo italiano Pizzarotti ha contribuito alla costruzione del Castello della Bella Addormentata del Bosco.
Al fine di controllare al massimo le attività alberghiere, fu deciso che 5.200 camere di hotel di proprietà della Disney sarebbero state costruite all'interno del complesso. Nel marzo del 1988, la Disney e un consiglio di architetti, scelsero i temi degli hotel: ogni albergo avrebbe rappresentato una regione degli Stati Uniti. Al momento dell'apertura nell'aprile 1992, sette alberghi avevano complessivamente 5.800 stanze. Questi sono collegati alla stazione RER / TGV tramite un servizio gratuito di navette operato dal PEP'S.
Entro il 2017, sarebbe stato richiesto alla Euro Disney S.C.A, secondo le condizioni indicate nel contratto stipulato con il governo francese, di completare la costruzione delle complessive 18.200 camere d'albergo a varie distanze dal resort.
Un'area di divertimento, di shopping e di ristoranti, progettata da Frank Gehry, con le sue torri di argento ossidato e bronzo color acciaio, sotto un baldacchino di luci, ha aperto con il nome di Festival Disney (ora chiamato Disney Village). Per una frequenza giornaliera prevista di 55.000 persone, Euro Disney prevedeva di servire circa 14.000 persone all'ora dentro al resort. Per ottenere questo risultato, 29 ristoranti sono stati costruiti all'interno del parco (con ulteriori 11 ristoranti costruiti presso gli alberghi resort Euro Disney e cinque al Festival Disney). I menù e i prezzi sono stati variati con un gusto predominante americano e, come nei precedenti parchi Disney, non vengono serviti alcolici.
A differenza dei parchi Disney americani, la Euro Disney mirava ad assumere dipendenti fissi al contrario di stagionali e temporanei part-time. I casting sono stati istituiti a Parigi, Londra e Amsterdam. Tuttavia, venne inteso dal governo francese e dalla Disney che "sarebbe stato fatto uno sforzo per sfruttare il mercato del lavoro locale francese". La Disney cercò lavoratori con sufficienti competenze di comunicazione, in grado di parlare almeno due lingue europee. A seguito di un precedente, la Euro Disney ha istituito, per formare i lavoratori, una propria Disney University.

### Controversie pre-inaugurazione
La prospettiva di un parco Disney localizzato in Francia fu subito oggetto di dibattito e polemiche. I critici, tra i quali eminenti intellettuali francesi, ritenevano il parco come l'imposizione di una forma di imperialismo culturale della Disney che incoraggerebbe in Francia il tipico e malsano consumismo americano. Per altri, Euro Disney è diventato un simbolo dell'America in Francia. Il 28 giugno 1992, un gruppo di agricoltori francesi ha bloccato la costruzione del parco in segno di protesta delle politiche agricole al momento supportate dagli Stati Uniti.
Un giornalista del quotidiano francese Le Figaro ha scritto: "Vorrei con tutto il cuore che i ribelli avessero dato fuoco a Euro Disneyland". Ariane Mnouchkine, regista teatrale parigina, ha chiamato il progetto una "Černobyl' culturale".
In risposta, il filosofo francese Michel Serres ha osservato, "Non è l'America che ci sta invadendo. Siamo noi che adoriamo chi adotta le sue mode e, soprattutto, le sue parole." L'allora presidente della Euro Disney SCA, Robert Fitzpatrick ha risposto: "Non siamo venuti qui a dire "OK, stiamo andando a mettere un berretto e una baguette su Topolino". Siamo chi siamo".
Le polemiche comprendevano anche i manager americani della Disney che imponevano a tutto il personale la lingua inglese in tutte le riunioni, nel rispetto delle regole di comportamento. Inoltre i regolamenti limitavano l'uso del trucco, di tagli particolari ai capelli e alla barba, dei tatuaggi, dei gioielli e altro ancora.
I Sindacati francesi protestarono contro tale "codice di apparenza", visto come "un attacco alla libertà individuale." Altri criticarono la Disney per essere insensibile alla cultura francese, in quanto le restrizioni alla libertà individuali o collettive sono illegali secondo il diritto francese, a meno che non si potesse dimostrare che le restrizioni fossero necessarie per il lavoro.
La Disney ha replicato affermando che una sentenza che impedisse una simile norma occupazionale avrebbe potuto minacciare l'immagine e il successo a lungo termine del parco. "Per noi, il codice sull'aspetto ha un grande effetto dal punto di vista di identificazione del prodotto," ha affermato Thor Degelmann, direttore del personale di Euro Disney. "Senza di essa non potremmo presentare il prodotto Disney che la gente si aspetta".

### Il Galà di Apertura in mondovisione, e i primi anni di attività
La Euro Disney ha aperto il parco in anteprima, nel marzo 1992. I visitatori erano per lo più dipendenti dei parchi e i loro familiari, persone che venivano utilizzate per testare le strutture e le operazioni.

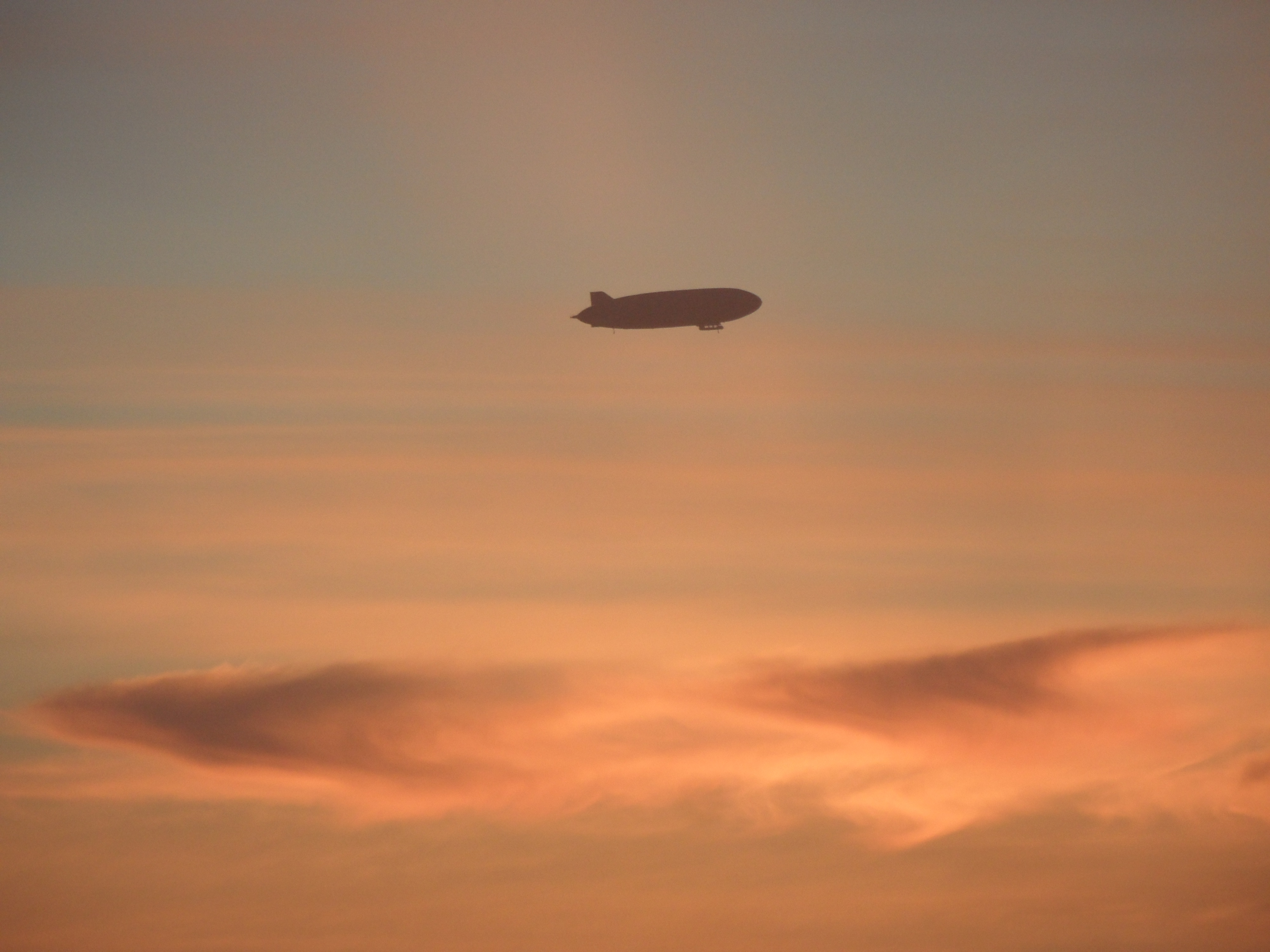
Un dirigibile sorvola Euro Disney Resort durante l'inaugurazione nel 1992.

L'11 aprile 1992, il giorno prima dell'apertura ufficiale, venne organizzata una maestosa cerimonia trasmessa in diretta TV in tutto il mondo, per gli Stati Uniti con la conduzione dell'attrice Melanie Griffith e dell'allora suo marito, l'attore Don Johnson e trasmessa dalla CBS, per la Francia con la conduzione di Jean-Pierre Foucault e del cantante David Hallyday per TF1 mentre per l'Italia con la conduzione di Fabrizio Frizzi e Milly Carlucci per Rai 1. Fu seguita da oltre 200 milioni di telespettatori con l'impiego di 50 telecamere (di cui una montata su un elicottero e una su un dirigibile), 7 pullman di regia, 2000 riflettori, una troupe di 300 persone, una banda di 650 elementi e con l'esibizione e la partecipazione di svariate star del mondo dello spettacolo giunte da tutto il mondo tra cui Tina Turner, Angela Lansbury, Josè Carreras, Cher, Eddie Murphy, George Lucas, Michael J. Fox, Edoardo Bennato e tanti altri.
Euro Disney Resort e il suo parco a tema, Euro Disneyland, hanno aperto ufficialmente il 12 aprile 1992. I visitatori erano stati avvertiti che le strade attorno al parco sarebbero state congestionate. Un sondaggio del governo aveva stimato per il giorno dell'inaugurazione la presenza di 500.000 persone trasportate da almeno 90.000 automobili. A mezzogiorno, il parcheggio era mezzo vuoto, suggerendo la presenza di meno di 25.000 automobili. Secondo alcune ipotesi, la presenza di un numero di mezzi al di sotto delle previsioni, era dovuto ai consigli che i visitatori avevano accolto, a seguito di uno sciopero del personale che gestiva il collegamento ferroviario dal centro di Parigi verso Euro Disney.
Successivamente, a causa della recessione economica europea, di un sovradimensionamento del resort, di uno scarso numero di attrazioni presenti e di troppi hotel, la società si trovò in serie difficoltà finanziarie.

### Difficoltà finanziarie
Nel maggio 1992, la rivista di intrattenimento The Hollywood Reporter ha affermato che circa il 25% della forza lavoro impiegata presso Euro Disney, circa 3.000 persone, aveva dato le dimissioni a causa delle pessime condizioni di lavoro. La rivista ha anche riferito che il numero di visitatori era inferiore rispetto alle stime, a causa sia della recessione che della disoccupazione che stava interessando la Francia e parte del mondo occidentale in quel periodo. Quando la costruzione del resort iniziò, l'economia francese era ancora in ripresa.
La Euro Disney S.C.A., in un'intervista al Wall Street Journal, affermava, per voce di Robert Fitzpatrick, che solo 1.000 persone avevano dato le dimissioni e, in risposta alla difficile situazione finanziaria, ha ordinato sia la sospensione del progetto Disney-MGM Studios Europe sia la riduzione dei prezzi degli alberghi.
Nonostante questi sforzi, nel maggio 1992 il numero di visitatori si ferma a circa 25.000-30.000, invece dei 60.000 previsti. Questo causa un consistente calo del valore delle azioni della Euro Disney S.C.A.
Così il 23 luglio 1992, l'azienda annuncia che nel corso del suo primo anno di attività sarebbe stata prevista una perdita netta di circa 300 milioni di franchi francesi. Nell'inverno del 1992 la presenza di visitatori era così scarsa che venne deciso di chiudere il Newport Bay Club Hotel durante la stagione.
Gli analisti finanziari della Disney avevano stimato che ogni visitatore avrebbe speso circa 33 dollari al giorno, ma verso la fine del 1992 calcolarono che tale stima era inferiore del 12%. Per invogliare la presenza di un maggior numero di visitatori, venne deciso di servire durante i pasti, all'interno del parco Euro Disneyland, anche bevande alcoliche, servizio che ebbe inizio il 12 giugno 1993.
Nell'estate del 1993, apre Indiana Jones and the Temple of Peril, una nuova montagna russa, tipologia scelta per la preferenza al pubblico europeo verso questo tipo di attrazioni. Tuttavia, poche settimane dopo all'apertura vennero rilevati problemi ai freni di emergenza. L'attrazione venne chiusa per un breve periodo per consentire le verifiche del caso.
La società si trovava ancora in difficoltà finanziarie, nonostante le nuove aperture. Alcune voci affermavano che la Euro Disney avrebbe potuto dichiarare fallimento da lì a poco. Per spingere verso un accordo, Disney minacciò la chiusura del parco qualora non si fosse giunto a un compromesso.
Nel gennaio 1994, la dirigenza della Disney delega Sanford Litvack, avvocato di New York, a trattare con i creditori e le banche creditrici. Il 28 febbraio 1994, Litvack, senza il consenso di Eisner e Wells, fa un'offerta alle banche e ai creditori che mostrano il loro interesse. Una volta informati Eisner e Wells, il 14 marzo 1994, il giorno prima della riunione annuale degli azionisti, le banche accettarono le richieste della Disney. L'accordo prevedeva l'acquisto da parte dei creditori di 500 milioni di dollari di azioni di Euro Disney, mentre la stessa Disney avrebbe investito altri 750 milioni di dollari. Infine, nel giugno dello stesso anno, venne convinto il principe dell'Arabia Saudita Al-Waleed Bin Talal Bin Abdulaziz Al Saud a sottoscrivere un accordo economico, per l'acquisto di un consistente numero di azioni della Euro Disney S.C.A.

### 1995, l'anno della prima crescita
Il 31 maggio 1995 venne inaugurata nel parco a tema la nuova attrazione Space Mountain: de la Terre à la Lune, che era stata pianificata fin dall'inizio sotto il nome di Discovery Mountain, ma a causa delle precedenti difficoltà economiche la sua costruzione venne rinviata a periodo migliore. Con una riprogettazione dell'attrazione (Lo Space Mountain originale, il cui edificio era di colore argentato, aveva già debuttato presso il Magic Kingdom in Florida nel 1975. La versione di Parigi era invece più variegata nei colori e ispirata alle opere fantascientifiche di Jules Verne), tra cui l'inserimento di un sistema di "lancio cannone", inversioni, e una colonna sonora on-ride, l'attrazione costò 100 milioni di dollari ed è stata inaugurata in una cerimonia cui hanno partecipato celebrità come Elton John, Claudia Schiffer e Buzz Aldrin.
Il 25 luglio 1995, Euro Disney S.C.A. ha registrato il suo primo profitto trimestrale di 35,3 milioni di dollari. Il 15 novembre 1995 sono stati pubblicati i risultati per l'anno fiscale conclusosi il 30 settembre 1995; in un anno la presenza del parco a tema era salito da 8,8 a 10,7 milioni – un incremento del 21%. La presenza negli hotel era anche salita dal 60% al 68,5%. Dopo il pagamento del debito, il parco ha chiuso l'esercizio con un utile netto di 22,8 milioni di dollari. In quello stesso anno, il resort cambiò nome da "Euro Disney Resort" a Disneyland Paris.

### Le prime novità e difficoltà del nuovo secolo
Il 16 marzo 2002, il resort si arricchisce di un secondo parco a tema, il parco Walt Disney Studios. Situato a sud, a pochi passi del primo, questo parco alla sua apertura contava 10 attrazioni. Lo scopo del visitatore consisteva nell'esplorazione del dietro le quinte delle produzioni cinematografiche e televisive. Di conseguenza, il resort cambia di nuovo il nome in "Disneyland Resort Paris" mentre il primo parco a tema viene rinominato "Disneyland Park".
Le elaborazioni finanziarie della Euro Disney S.C.A. e della Walt Disney Company previdero un profitto annuale per Disneyland Resort Paris. Ma i tre anni successivi furono testimoni di una altra netta perdita economica. Il 21 gennaio 2005, la Euro Disney S.C.A. promuove un nuovo piano di marketing per attirare per la prima volta al Resort nuovi visitatori europei. Entro la fine dell'anno, la Walt Disney Company aveva accettato di ripianare tutti i debiti che Euro Disney S.C.A. le doveva. Nello stesso anno, Disneyland Resort Paris diventa la prima attrazione turistica d'Europa, superando, per numero di visitatori, sia il Louvre che la Torre Eiffel.
Nel 2006, Disneyland Resort Paris, per incentivare la partecipazione delle famiglie europee, ha lanciato la campagna pubblicitaria "credi nei tuoi sogni", in associazione con la l'azienda che gestisce la TGV attaccata all'ingresso del parco, la TGV Est.

### Ritorno alla crescita con il 15º anniversario
Nel 2007, anno del 15º anniversario del resort, la società annuncia un aumento dei ricavi del 12%. Il 12 febbraio, Pierre & Vacances e Euro Disney S.C.A. annunciano la creazione di una joint venture per la creazione di Villages Nature Paris. Si tratta di un progetto, annunciato nel 2003, del valore di un miliardo di euro che comprende la costruzione di 7.000 appartamenti dislocati in 4 villaggi tematici. Questi sono situati all'interno di terreno di proprietà della società Euro Disney S.C.A. nei pressi delle città di Bailly-Romainvilliers, Coutevroult e Villeneuve-le-Comte.
Nell'agosto del 2008 viene conteggiata l'entrata nel resort del 200 milionesimo visitatore e per il terzo anno consecutivo una crescita dei ricavi, nonché un record di 15,3 milioni di visitatori.
Nel 2009, gli amministratori del resort dimostrano la loro abilità manageriale nella creazione di nuovi posti di lavoro, soprattutto nel corso dei periodi estivi e natalizi, successo che si estese sia nel 2010 che nel 2011. Il 9 maggio 2009, la SNCF annuncia una partnership con Disneyland Paris per gli spazi di intrattenimento familiari nei TGV.
L'esercizio 2009 vide comunque una diminuzione dei ricavi del 7% e una perdita netta di 63 milioni seguita da ricavi stabili a 1,2 miliardi nell'anno fiscale 2010.
Il 13 giugno 2010, Disneyland Paris rinnova la collaborazione con SNCF per offrire, nel corso delle vacanze estive, spazi familiari nei treni TGV. Qualche mese dopo, viene inaugurata una nuova area ispirata dal film Toy Story nel parco Walt Disney Studios, denominata Toy Story Playland.
Il 13 settembre 2010, la Euro Disney S.C.A. ed il governo francese hanno firmano una modifica al contratto originale (che scadeva nel 2017), che estende al 2030 i vantaggi economici e venne ampliato il terreno del complesso dai 1945 ettari iniziale a 2230 ettari. L'emendamento formalizza la proposta del progetto Villages Nature, la creazione di 7.000 alloggi per le vacanze, sviluppato dal gruppo Pierre & Vacances su un'area di 520 ettari e con un investimento di 1,8 miliardi di euro e la costruzione di 10.000 abitazioni permanenti. La proposta della costruzione di un terzo parco a tema faceva ora parte del contratto ed è in effetti ufficiale, ma senza fissare una data di inizio della costruzione.

### Record nell'anno del 20º anniversario
Nel settembre 2012, la Euro Disney S.C.A. rifinanzia il debito alla Walt Disney Company per 130 milioni di Euro.
Uno studio, del marzo 2012, svolto dalla Delegazione interministeriale francese ha stimato l'impatto economico di Disneyland Paris sull'economia francese. La delegazione ha riscontrato che, nonostante le difficoltà finanziarie del Resort, Disneyland Paris ha generato profitti per 37 miliardi di euro nel turismo e sostiene, in media, 55.000 posti di lavoro e che un lavoro creato a Disneyland Paris genera in Francia, nell'indotto, più o meno altri tre posti di lavoro.
Alla fine dell'anno viene annunciato che il 2012 è stato un anno record per il resort che è stato visitato da ben 16 milioni di visitatori segnando il suo massimo storico di presenze. Questo fu dovuto in gran parte alle iniziative organizzate per festeggiare il 20º anniversario del parco a tema. Nonostante il successo di visitatori, le perdite ammontarono a oltre 100 milioni di euro, principalmente a causa dell'impatto netto del rifinanziamento del 2012.
Il 10 luglio 2014 nel parco Walt Disney Studios viene inaugurata una nuova piccola area tematica e una nuova attrazione, dedicati al film Ratatouille, fiaba a cartoni animati, ambientata a Parigi. L'attrazione consiste di una dark ride su vagoncini automatizzati lungo un percorso con schermi 3D. Questa attrazione è costata 150 milioni di Euro e, alla sua realizzazione ci hanno lavorato 4000 persone, 150 ingegneri delle immagini e 44 società francesi. L'attrazione era esclusiva di Disneyland Paris fino a pochi anni dopo, quando nel 2019 venne annunciata l'apertura nel France Pavillon di Epcot, a Walt Disney World (Florida). Con questa nuova attrazione, per Disneyland Paris continua il piano di miglioramento della qualità, sia dal punto di vista scenografico che dal punto di vista delle attrazioni, e di espansione del parco.
Il 12 settembre 2014, la Disney ha annunciato la costruzione di nuove attrazioni a tema Star Wars a Disneyland Paris, in seguito all'acquisizione dello studio Lucasfilm (che ha realizzato tutti i film della saga) da parte della Walt Disney Company nel 2012.

### Novità per il 25º anniversario e nuovi investimenti

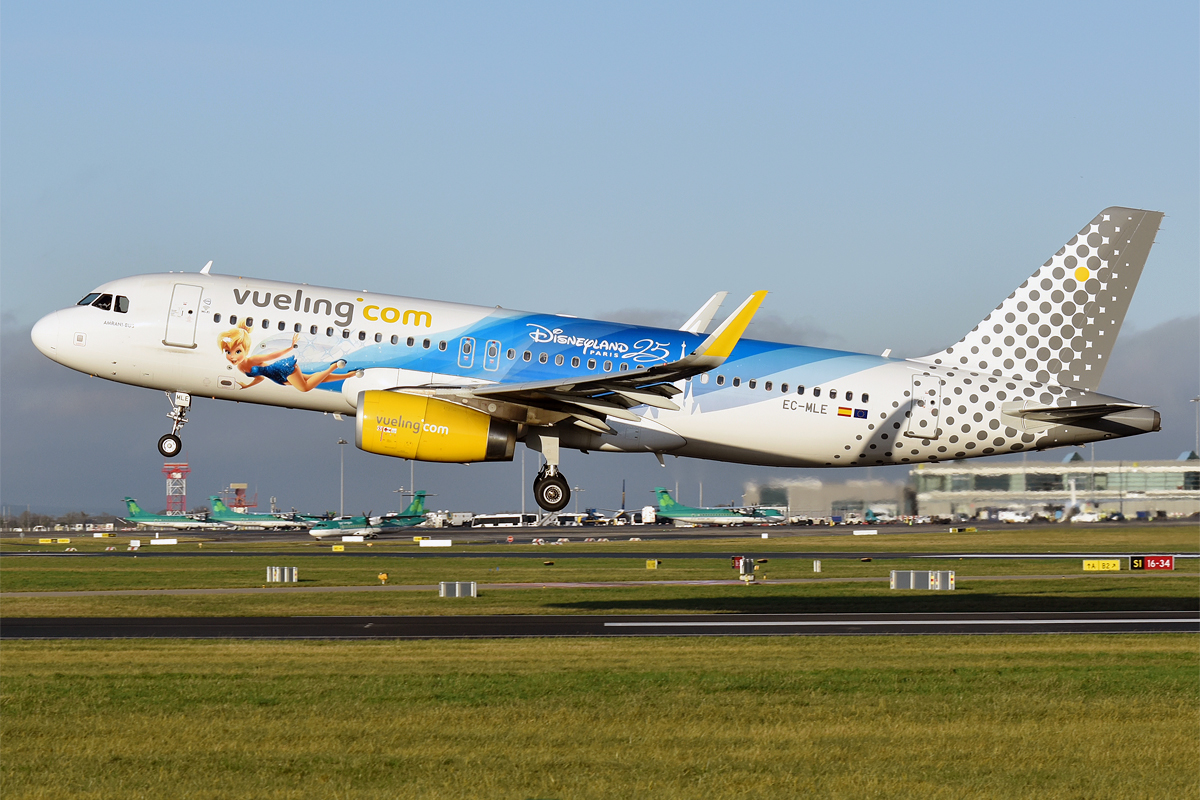
Un aereo con la livrea che celebra i 25 anni di Disneyland Paris.

Per il 25º anniversario, il parco è stato interessato da una serie di restauri alle attrazioni principali, che le hanno riportate alle condizioni originali o hanno permesso di aggiungere nuovi elementi: Disneyland Park ospita dal 2017 la nuova versione dell'attrazione Star Tours, chiamata Star Tours: The Adventure Continues, e una nuova versione delle Space Mountain, ridisegnate a tema Star Wars e rinominate per l'occasione Hyperspace Mountain. Inoltre, vengono annunciati miglioramenti e rimodernamenti alle attrazioni tra le quali figurano l'aggiunta di animatroni raffiguranti Jack Sparrow all'attrazione Pirates of the Caribbean, Big Thunder Mountain ha visto il rinnovamento delle decorazioni e vari miglioramenti come più effetti speciali, Peter Pan's Flight' ha visto l'aggiunta di vari effetti di video mapping e nuovi audio-animatronics, Phantom Manor ha avuto uno dei restauri più importanti come il ripristino della narrazione di Vincent Price ed aggiustamenti alla storia dell'attrazione. Sono stati aggiunti nuovi spettacoli e parate tra le quali due spettacoli sempre a tema Star Wars e un nuovo spettacolo di magia con protagonista Topolino, Mickey et le Magicien, al Walt Disney Studios Park.
Nel 2017, la Walt Disney Company ha proposto un'offerta informale su Euro Disney S.C.A., per poter acquisire il 9% della società dalla Kingdom Holding del Principe Saudita e un'offerta aperta di 2 Euro per azione per tutto lo stock rimanente. Il 13 giugno dello stesso anno, la Walt Disney Company ha annunciato che l'offerta ha avuto successo e, dopo aver trattato con gli azionisti rimanenti, ora detengono il 100% delle azioni su Euro Disney S.C.A., che è stata pertanto revocata dalle negoziazioni di Borsa il 20 giugno 2017. Per la prima volta nei suoi 25 anni di attività, il parco era interamente posseduto e gestito dalla Disney.
Il 27 febbraio 2018 viene annunciato un nuovo piano di espansione di Disneyland Paris del valore di 2 miliardi di euro che la Disney investirà per ampliare in particolare l'area di shopping Disney Village e il parco Walt Disney Studios Park, includendo tre nuove aree tematiche dedicate a Marvel, Frozen e Star Wars. L'annuncio è arrivato dopo l'incontro tra il CEO di The Walt Disney Company, Bob Iger e il presidente della Repubblica francese Emmanuel Macron. La cifra che la Disney ha stanziato rappresenta l'investimento più grande da quando il parco ha aperto nel 1992. I lavori sono iniziati nel 2021.

### Crisi per la pandemia, festeggiamenti per il 30º anniversario e continua ripresa
Nel corso del 2020 e del 2021, il resort ha chiuso a più riprese i due parchi e il complesso di divertimenti Disney Village a causa delle restrizioni richieste dal governo francese e dovute alla pandemia di Covid-19. A causa delle ripetute chiusure e delle restrizioni, il resort ha perso il 73% di visitatori rispetto all'anno precedente, toccando il minimo storico delle presenze con circa 4 milioni di visitatori per tutta la stagione 2020, mentre negli anni precedenti si era attestato intorno ai 15 milioni. Nonostante i tagli al personale e alle spese, il parco ha effettuato rinnovamenti e ristrutturazioni, in particolare al castello, in preparazione dei festeggiamenti per il 30º anniversario, iniziati il 6 marzo 2022, che hanno incluso l'impiego di oltre 200 droni luminosi per creare un gigantesco "30" stilizzato con il simbolo di Topolino in cielo, durante lo spettacolo notturno.
Nel 2022, Disneyland Paris ha rivelato di aver realizzato un utile operativo di 51 milioni di dollari (47 milioni di euro) su entrate che hanno raggiunto la cifra record di 2,6 miliardi di dollari (2,4 miliardi di euro) con i visitatori complessivi del resort che hanno toccato i 15,27 milioni, questo grazie principalmente alla revoca delle restrizioni pandemiche, l'apertura dell'area a tema Marvel chiamata "Avengers Campus" nel parco Walt Disney Studios e ai festeggiamenti per i 30 anni del resort.
Nel 2024, alla convention D23 Expo a Los Angeles, la Walt Disney Company ha annunciato le prime nuove espansioni del resort e del Disney Village. Tra questi annunci, spicca una nuova land a tema Il re leone che rimpiazzerà i piani per l'area Star Wars al parco Walt Disney Studios, che gradualmente cambierà nome in Disney Adventure World. È stata inoltre annunciata l'apertura di altre nuove espansioni del parco: la zona d'entrata rinominata World Première aprirà nella primavera del 2025, e la nuova area tematica World of Frozen é ora pianificata per aprire nell'estate del 2026.
Il 12 aprile 2025, in occasione del 33º anniversario del parco, la Disney ha annunciato una nuova serie di espansioni minori, insieme alle date di apertura al pubblico e dell'inizio di costruzione delle novità maggiori. La nuova area dedicata a Il Re Leone entrerà in fase di costruzione a fine 2025.

## Storia dei nomi
Dalla sua apertura Disneyland Paris ha più volte modificato il nome del complesso e dei suoi settori:
|                           | aprile 1992 - maggio 1994 | giugno 1994 - settembre 1994 | 1995                  | 1996-2001             | marzo 2002 - aprile 2009                                    | da aprile 2009                                              | dal 2022                                                    | dal 2026                                  |
| ------------------------- | ------------------------- | ---------------------------- | --------------------- | --------------------- | ----------------------------------------------------------- | ----------------------------------------------------------- | ----------------------------------------------------------- | ----------------------------------------- |
| Tutto il complesso        | Euro Disney Resort        | Euro Disneyland Paris        | Disneyland Paris      | Disneyland Paris      | Disneyland Resort Paris                                     | Disneyland Paris                                            | Disneyland Paris                                            | Disneyland Paris                          |
| Primo parco               | Euro Disneyland           | Euro Disneyland Paris        | Disneyland Paris      | Disneyland Paris      | (EN) Disneyland Park (FR) Parc Disneyland                   | (EN) Disneyland Park (FR) Parc Disneyland                   | (EN) Disneyland Park (FR) Parc Disneyland                   | (EN) Disneyland Park (FR) Parc Disneyland |
| Distretto per lo shopping | Festival Disney           | Festival Disney              | Festival Disney       | Disney Village        | Disney Village                                              | Disney Village                                              | Disney Village                                              | Disney Village                            |
| Struttura campi da golf   | Golf Euro Disney          | Golf Euro Disneyland Paris   | Golf Disneyland Paris | Golf Disneyland Paris | Golf Disneyland Paris                                       | Golf Disneyland Paris                                       | Golf Paris Val d'Europe                                     | Golf Paris Val d'Europe                   |
| Secondo parco             | non ancora aperto         | non ancora aperto            | non ancora aperto     | non ancora aperto     | (EN) Walt Disney Studios Park (FR) Parc Walt Disney Studios | (EN) Walt Disney Studios Park (FR) Parc Walt Disney Studios | (EN) Walt Disney Studios Park (FR) Parc Walt Disney Studios | Disney Adventure World                    |

## Il complesso

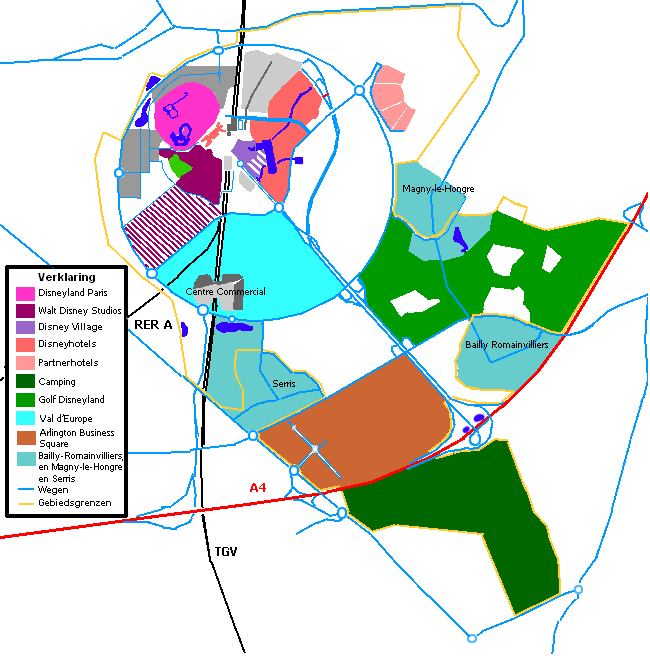
Piantina del resort

Il complesso turistico di Disneyland Paris comprende:
- 2 parchi a tema:
  - Disneyland Park
  - Walt Disney Studios Park (Disney Adventure World, a partire dal 2026)
- 1 area di shopping & ristoro, Disney Village
- 6 Hotel Disney tematizzati
- 1 campeggio Disney (Disney's Davy Crockett Ranch)
- 7 hotel partner
- 1 campo da golf (Golf Paris Val d'Europe)[67]
- 1 stazione ferroviaria con 3 fermate (due della RER e una del TGV)

Una foto panoramica dell'area tematica Fantasyland nel Disneyland Park.

### Disneyland Park
È il parco a tema più visitato d'Europa, costruito basandosi sulle controparti americane Disneyland, in California, e il Magic Kingdom di Walt Disney World, in Florida. Si divide in cinque grandi aree tematiche:

#### Main Street U.S.A.
È la ricostruzione di una tipica cittadina americana di inizio '900, ispirata a Marceline (la cittadina nel Missouri in cui Walt Disney ha vissuto da giovane). É sostanzialmente una piccola area piena di negozi, ristoranti e altri servizi. All'ingresso, si può trovare una stazione ferroviaria del Disneyland Railroad e, alla fine della vera e propria "cittadina", si trova il castello de La bella addormentata nel bosco (Le Château de la Belle au Bois Dormant) che funge da hub centrale del parco.

#### Frontierland
È l'area tematica ispirata al 1800 americano. I suoi paesaggi mischiano quelli del selvaggio West, le case coloniali in stile vittoriano come la Phantom Manor (una variante della classica attrazione Disney Haunted Mansion), i paesaggi messicani, gli accampamenti dei nativi americani e le fattorie ottocentesche. Le sue attrazioni principali sono la casa dell'orrore Phantom Manor, il mine train coaster Big Thunder Mountain Railroad e due battelli a vapore che circumnavigano un fiume artificiale.

#### Adventureland
È l'area tematica ispirata ai classiche storie di azione & avventure. Gli ambienti comprendono le esplorazioni di giungle e grotte sotterranee, come nella zona Adventure Isle, i paesaggi da Mille e una notte, gli edifici africani, i templi indiani, come nell'attrazione in stile montagne russe con giro della morte Indiana Jones and the Temple of Peril, e i misteri dei Caraibi al tempo dei pirati, rappresentati dalla dark ride Pirates of the Caribbean.

#### Fantasyland
È l'area tematica ispirata ai Classici Disney come Biancaneve e i sette nani, Pinocchio, Dumbo, Alice nel Paese delle Meraviglie e Le avventure di Peter Pan. Il suo ingresso è il castello de La bella addormentata nel bosco, che funghe anche come hub centrale del parco e simbolo del resort complessivo. Le attrazioni consistono principalmente in dark ride che rappresentano i classici film animati Disney, un carosello di cavalli, un labirinto e altri percorsi dedicati ai più piccoli.

#### Discoveryland
È l'area dedicata al futuro immaginato dai grandi scrittori e inventori della storia nelle sue molteplici sfaccettature: quella colorata del boom economico degli anni '50 e '60, con attrazioni del calibro di Buzz Lightyear Laser Blast e Autopia, quella rétro e steampunk ispirata agli studi di Leonardo da Vinci e Jules Verne, e quella ispirata al mondo di Star Wars con il simulatore Star Tours ed il launched coaster "indoor" Hyperspace Mountain.

### Walt Disney Studios Park
È il più piccolo parco a tema della Disney e il quarto più visitato d'Europa. A partire dal 2026, in occasione dell'apertura di nuove imponenti espansioni, il parco cambierà nome in Disney Adventure World. Anche questo parco è diviso in aree tematiche:

#### World Premiere Plaza
È l'area di ingresso al parco, costituita da una piazza dedicata al mondo del cinema, ai fratelli Lumière e una strada coperta all'interno di una struttura simile ad un teatro di posa, World Premiere (inizialmente inaugurato come Disney Studio 1), che ricostruisce i più famosi edifici come apparivano nell'età d'oro di Hollywood e al cui interno ci sono negozi e ristoranti.
Dopo aver superato il teatro di posa, ci si trova davanti un'area dedicata ai personaggi dei cartoni animati Disney, come Aladdin e Frozen, in cui sono presenti finti studi cinematografici, in cui si tengono alcuni spettacoli per i più piccoli, e il teatro Animagique Theater dove negli anni sono stati portati in scena vari spettacoli tra i quali il più recente Mickey et le Magicien, con protagonista Topolino. L'area poi procede in una stradina ispirata all'epoca d'oro del cinema, chiamata Hollywood Boulevard, dove sono presenti negozi, punti di ristoro e una delle attrazioni più importanti del parco, The Twilight Zone Tower of Terror, versione locale della Tower of Terror.
Quando il parco Walt Disney Studios ha aperto per la prima volta nel 2002, quest'area era inizialmente diviso in due aree più piccole Front Lot, Toon Studio e Production Courtyard poi unificate in World Premiere Plaza a partire dal 15 maggio 2025.

#### Worlds of Pixar
Un'area dedicata ai personaggi della Pixar che comprende l'attrazione Crush's Coaster, con protagonisti i personaggi de Alla ricerca di Nemo, e le piccole zone Toy Story Playland, dedicata all'omonima serie di film e La Place de Rémy, con una dark ride immersa nel mondo di Ratatouille e un ristorante ispirato alle atmosfere del film.

#### Avengers Campus
Inizialmente inaugurata come Backlot, quest'area era nata come una zona dedicata ai making of dei film hollywoodiani e agli effetti speciali del cinema d'azione, utilizzati nello stunt show, e alla produzione delle colonne sonore (Rock' n' Roller Coaster starring Aerosmith). 
L'area è stata ritematizzata a partire dal 2018 in una zona con attrazioni a tema dedicate ai supereroi della Marvel. Armageddon: les Effets Spéciaux é diventata Spiderman: W.E.B. Adventure, una dark ride dove è possibile seguire Spider-Man in un'esperienza interattiva in 3D. Rock 'n' Roller Coaster starring Aerosmith ha lasciato spazio a Avengers Assemble: Flight Force, delle nuove montagne russe su Iron Man e Captain Marvel.

#### World of Frozen (apertura prevista per l'Estate 2026)
Un'area tematica dedicata al mondo del film Frozen - Il regno di ghiaccio. Includerà una versione rivisitata dell'attrazione Frozen Ever After (già presente in altri parchi Disney nel mondo), negozi e spettacoli vari.

#### The Lion King: La Terre Des Lions (attualmente in costruzione)
Un'area tematica dedicata al mondo de Il Re Leone Includerà attrazioni, negozi e spettacoli vari, ispirate al film animato del 1994. La costruzione inizierà a fine 2025.

### Disney Village (ex Festival Disney)

Disney Village

Inaugurata all'apertura del resort come Festival Disney (prima del cambio di nome nel 1996), il Disney Village è un'area shopping che si estende per circa 30.000 m2 ed è l'unica area del resort visitabile gratuitamente senza necessità di acquistare anche biglietti per i parchi e prenotazione hotel. Simile a Downtown Disney (presente a Disneyland, in California), è un centro ricco di negozi, ristoranti e locali di divertimento con musica e live show. Si trova anche un cinema multisala della catena Pathé Cinémas con schermo IMAX.
Il negozio più importante dell'area é World of Disney (già presente nei parchi americani), che permette ai clienti di acquistare quasi tutto il merchandise presente nei due parchi a tema senza dover acquistare obbligatoriamente il biglietto. Trovano posto anche un Disney Store, alcuni ristoranti originali e altri appartenenti a famose catene di ristorazione come McDonald's, Five Guys, Starbucks e Rainforest Cafe.

### Disney Hotels
Il complesso di alberghi dispone di sei hotel e un campeggio: il Disneyland Hotel è situato sopra l'ingresso del Disneyland Park ed è pubblicizzato come il più prestigioso degli hotel nel parco. Il Lake Disney (un lago artificiale poco distante) è circondato invece dai tre hotel di media categoria: Disney's Hotel New York - The Art of Marvel, Disney's Newport Bay Club e Disney's Sequoia Lodge. Il Disney's Hotel Cheyenne e il Disney's Hotel Santa Fe sono i più economici e facilmente raggiungibili a piedi. Tutti gli hotel Disney danno la possibilità agli ospiti di poter incontrare alcuni personaggi Disney in delle fasce orarie specifiche. Il Disney's Davy Crockett Ranch è invece un campeggio e si trova in una zona boschiva poco fuori dal perimetro del resort.
Negli ultimi anni, i vari alberghi hanno subito diverse ristrutturazioni.
- Il Disney's Hotel Cheyenne è stato ritematizzato a tema Sceriffo Woody e i suoi amici del West, dalla saga cinematografica di Toy Story[72]
- Il Disney's Hotel Santa Fe è stato ritematizzato a tema Cars.[73]
- Il Disney's Hotel New York è stato invece ritematizzato a tema Marvel e rinominato Disney's Hotel New York - The Art of Marvel.[74].
- L'interno é Disneyland Hotel è stato rifatto da zero, a tema Principesse Disney.
- Il 12 aprile 2025, è stato annunciato che il Disney Sequoia Lodge sarà anch'esso soggetto a rinnovamento, con una nuova tematizzazione dedicata a Bambi.
- il Davy Crockett Ranch avrà delle nuove cabine, tematizzate a Qui, Quo e Qua / Le Giovani Marmotte.

| Nome                                        | Tema                                                                 | Architetto                                               | Numero di stanze | Data d'apertura | Valutazione | Foto |
| Disneyland Hotel                            | Epoca vittoriana / Principesse Disney                                | Walt Disney Imagineering & Wimberly, Allison, Tong & Goo | 496              | 12 aprile 1992  | 5 stelle    |      |
| Disney's Hotel New York - The Art of Marvel | New York City / Marvel Cinematic Universe / Marvel Comics            | Michael Graves                                           | 565              | 12 aprile 1992  | 4 stelle    |      |
| Disney's Newport Bay Club                   | Paesaggi del New England / Steamboat Willie                          | Robert A.M. Stern                                        | 1098             | 12 aprile 1992  | 4 stelle    |      |
| Disney's Sequoia Lodge                      | Paesaggi naturali per parchi nazionali americani / Bambi             | Antoine Grumbach                                         | 1011             | 12 aprile 1992  | 3 stelle    |      |
| Disney's Hotel Cheyenne                     | Il Selvaggio West / Sceriffo Woody e gli amici del West da Toy Story | Robert A.M. Stern                                        | 1000             | 12 aprile 1992  | 3 stelle    |      |
| Disney's Hotel Santa Fe                     | Paesaggi del sud-ovest americano / Cars                              | Antoine Predock                                          | 1000             | 12 aprile 1992  | 2 stelle    |      |
| Disney's Davy Crockett Ranch                | Foreste americane                                                    | Sconosciuto                                              | 595              | 12 aprile 1992  | Nessuna     |      |

#### Hotel selezionati
Nelle vicinanze del parco sono presenti numerosi alberghi affiliati o consigliati da Disney. Questi alberghi danno la possibilità di prenotare i soggiorni e includono l'accesso ai parchi per tutta la durata del soggiorno. Dispongono inoltre di un servizio navetta gratuito per raggiungere i parchi.
- Villages Nature Paris By Center Parcs (****)
- Radisson Blu Hotel Paris Marne-la-Vallée (****)
- Hotel L'Elysée Val d'Europe (****)
- Hotel Dream Castle (****)
- Grand Magic Hotel (****)
- Hotel Explorers (***)
- Campanile Val de France (***)[76]
- Adagio Marne-la-Vallée Val d'Europe (***)
- B&B Hotel (**)

### Golf Paris Val d’Europe (ex Golf Disneyland)
Progettato dall'architetto Ronald Fream, il campo da golf comprende: un percorso a 27 buche (3 x 9 buche modulari per creare un percorso unico a 18 buche), un driving range con 35 posti (di cui 15 coperti) ben attrezzato per l'allenamento e l'apprendimento, un putting green, un pitching green e una club house comprensiva di ristorante, Club-House Grill (con servizio al tavolo), oltre a vari negozi. Dal 1° gennaio 2022, la gestione operativa della struttura è in mano al consorzio Open Golf Club / UGOLF. I terreni rimangono di proprietà della Disney.

## L'accesso al complesso
Disneyland Paris si trova a circa 32 chilometri ad est di Parigi ed è raggiungibile in auto, treno (RER e TGV), autobus e in aereo, attraverso la Stazione di Marne-la-Vallée/Chessy, situata proprio all'ingresso del resort.

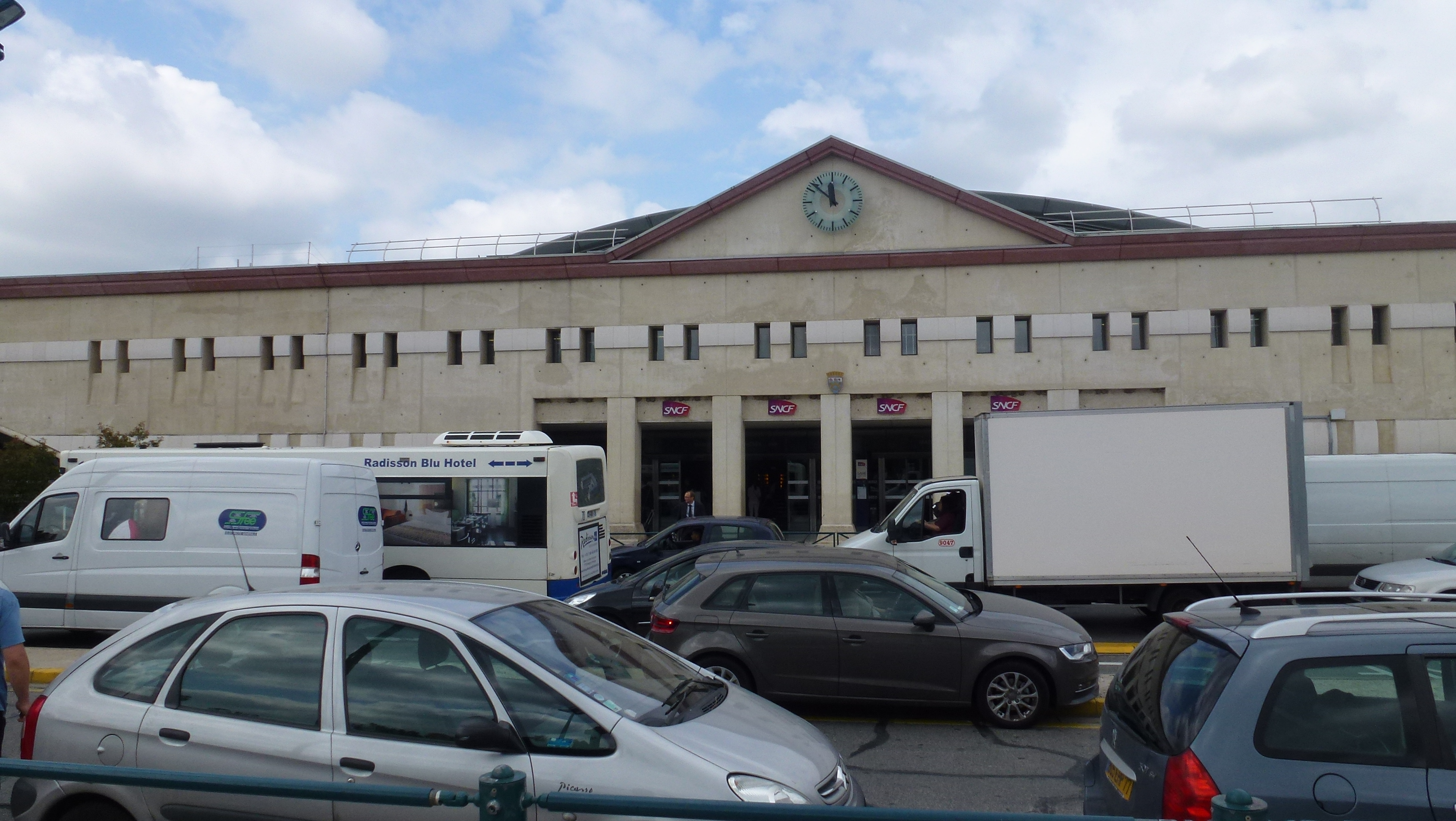
La stazione ferroviaria di Disneyland Paris.

### In treno
Il complesso possiede una propria stazione all'ingresso del parco che permette collegamenti diretti da molte città francesi grazie al TGV, dal Belgio con i treni Thalys e da Londra tramite l'Eurostar. È inoltre collegata con la metropolitana extraurbana RER Linea A, che a sua volte collega Parigi con Marne-la-Vallée/Chessy. Poiché il parco si trova nella quinta zona del sistema metropolitano extraurbano della regione dell'Île-de-France, bisogna fare attenzione ad acquistare il biglietto in base al limite di zona (Paris Visite, Mobilis, ecc.).

### In aereo
Disneyland Paris è collegato direttamente ai due aeroporti internazionali della città, Charles de Gaulle e Orly con delle speciali linee di autobus (Navettes) operate da Magical Shuttle ex VEA mentre non è collegato direttamente con l'aeroporto di Parigi-Beauvais Tillé, dal quale bisogna prendere invece un bus per Parigi per poi recarsi con altri mezzi al resort. È inoltre possibile raggiungere il resort dall'aeroporto Charles de Gaulle in 11 minuti con il TGV.

### In auto
Il parco è raggiungibile dall'autostrada A4 (Autoroute de l'Est), seguendo l'uscita 14. Per raggiungere la A4, sia da Parigi che dall'autostrada A6, bisogna seguire le indicazioni per Metz/Nancy.

## Calendario & orari di apertura/chiusura
Il complesso e i due parchi sono aperti tutti i giorni dell'anno, e le affluenze dei visitatori sono divise secondo le stagioni:
- Primavera/Estate: normalmente va dal mese di aprile fino a settembre.
- Autunno/Inverno: normalmente va dalla terza settimana di novembre al mese di marzo.

All'interno di questi periodi, si tengono eventi speciali legate alle festività durante l'anno, tra le quali:
- Printemps Disney (Primavera Disney): va all'incirca dalla seconda settimana di aprile alla terza di giugno. In questo periodo nel parco si festeggia l'arrivo della primavera, Il parco si riempie di statue floreali, di fiori e vengono organizzate spesso speciali parate o eventi a tema, come la parata Disney's Spring Promenade (2014-2016).
- Le Festival Halloween Disney (Il Festival di Halloween Disney): dura generalmente dal primo di ottobre ai primi giorni di novembre. Il parco, in questo periodo particolare, si trasforma con scenografie tetre e spettrali. Le aree che subiscono i maggiori cambiamenti sono: Main Street U.S.A. e Frontierland. È il mese dedicato ai personaggi cattivi dei film Disney, nei vari negozi e bar vengono venduti gadget e dolci tipici di Halloween. Viene organizzata una parata nella quale tutti i personaggi principali sono vestiti in tema Halloween e durante la quale sfilano molti dei cattivi Disney.
- Le Noël Enchanté Disney (Il Natale Incantato Disney): va dalla seconda settimana di novembre fino alla fine delle feste di Natale ai primi di gennaio. Il parco si trasforma completamente ricoprendosi di luci e scenografie natalizie e viene innalzato un grande albero al centro di Town Square. Per questo periodo vengono organizzate parate speciali ed altri eventi appositi.
- La Soirée du Nouvel An Disney (La Serata dell'Anno Nuovo Disney): si festeggia dal 31 dicembre dall'anno concluso al 1º gennaio dell'anno nuovo, e comprende eventi a tema Capodanno e uno speciale spettacolo di fuochi d'artificio allo scoccare della mezzanotte.

Nel parco si festeggiano anche diverse feste nazionali francesi e le festività più famose al mondo (ad es. la Festa nazionale francese, San Valentino e la Festa di san Patrizio).
L'orario di apertura varia molto a seconda del periodo in cui ci si trova (bassa, media o alta stagione), con l'apertura alle 9:30-10:00 per il pubblico generico, mentre alle 8:00-8:30 per gli ospiti degli Hotel Disney. La chiusura dei parchi è variabile tra le 19:00 e le 24:00.

### Chiusure straordinarie
Il resort è stato chiuso al pubblico nelle seguenti occasioni:
- Nel dicembre del 1999, il parco fu chiuso per un giorno a causa di un violentissimo tornado che rese non sicuro l'ingresso ai visitatori.
- dal 14 al 17 novembre 2015, in segno di lutto per le vittime degli attentati del 13 novembre a Parigi.
- Dal 14 marzo al 15 luglio 2020, a causa della pandemia mondiale del Coronavirus; è stata la prima volta che tutti i parchi Disney del mondo hanno chiuso contemporaneamente i propri cancelli al pubblico.[61][82] Il resort parigino fu uno degli ultimi a riaprire, in concomitanza con i parchi EPCOT e Disney's Hollywood Studios, di Walt Disney World in Florida.
- Dal 30 ottobre 2020, a causa di un nuovo aumento di casi di Coronavirus in Francia.[83] La data prevista per la riapertura di Disneyland Paris era stata fissata inizialmente al 2 aprile 2021 e infine posticipata fino al 17 giugno 2021.[84]

## Novità e progetti futuri

### Tutto il complesso
- Il Disney Village verrà completamente rinnovato e ampliato con nuovi negozi. La costruzione delle nuove aree proseguirà in varie fasi; alcuni lavori per sostituire vecchi ristoranti (Planet Hollywood, Cafè Mickey e altri) oltre che la rimozione delle restanti torri progettate da Frank Gehry, sono iniziati nel 2023. I primi nuovi negozi, tra cui alcuni vecchi completamente ristrutturati, sono stati inaugurati nella prima metà del 2025.[85][86]

### Walt Disney Studios Park (Disney Adventure World, a partire dal 2026)
- World of Frozen e area tematica de "Il Re Leone": nel 2018, è stato annunciata un'espansione del parco Walt Disney Studios, dal valore di 2 miliardi di euro. Vedrà una nuova area dedicata a Frozen e una dedicata alla Marvel (che ha infine aperto nel 2022 col nome di Avengers Campus). Inizialmente, era prevista anche una land su Star Wars. Tuttavia, a causa della pandemia del 2020 e il fallimento iniziale delle aree Star Wars Galaxy's Edge nei parchi americani, i piani sono stati silenziosamente cancellati.[87] Nel 2024, la nuova area è stata annunciata e sarà a tema Re Leone. World of Frozen aprirà nel 2026, mentre i lavori della land del Re Leone inizieranno nel 2025.[58][59][60][88][89]
- Adventure Way e Adventure Bay: La prima é una nuova via pedonale che comprenderà attrazioni, giardini con gazebi, ristoranti e negozi. La seconda sarà un grande lago artificiale, costruito alla fine del percorso, per ospitare fontane, giochi d'acqua, spettacoli con droni e fuochi artificiali. Attorno al lago, ci saranno le vie d'accesso alle nuove aree dedicate a Frozen e Il Re Leone.
- Raiponce Tangled Spin: una nuova attrazione a tema Rapunzel. Sarà situata all'interno di Adventure Way.

## Frequenze di visite nel resort
Nel periodo 1992-1993, l'anno d'apertura, i visitatori del resort furono quasi 10 milioni (9,8), mentre, nel 1994, scesero a 8,8 milioni. Nel 1997, 12,6 milioni, nel 2002, 13,1 milioni, nel 2007, 14,5 milioni, nel 2010, 15 milioni. Nel 2012, anno del 20º anniversario, il centro di divertimenti segna il record di frequenze con 16 milioni di visitatori.
Nel 2013 registra un leggero calo, a 14,9 milioni di visitatori, e, negli anni seguenti, la cifra si stabilizza sopra ai 14 milioni fino a registrare un nuovo calo nel 2016 registrando 13,4 milioni. Nel 2017, grazie ai festeggiamenti per il 25º anniversario, il resort si riprende nuovamente registrando quasi 15 milioni di visitatori.
Nel periodo 2020-2021, a causa delle chiusure e delle restrizioni dovute alla pandemia di Covid-19, i due parchi hanno subito un calo del -73% rispetto all'anno precedente e il complesso ha visto scendere drasticamente i visitatori ad un minimo storico di circa 4 milioni di visitatori.
Nel 2022 il resort si riprende, grazie soprattutto ai festeggiamenti per il 30º anniversario, superando addirittura le presenze stabilite nel 2018-2019 in epoca pre-pandemica, arrivando a superare i quasi 16 milioni di visitatori, diventando la destinazione turistica più visitata in Europa.

## Curiosità varie

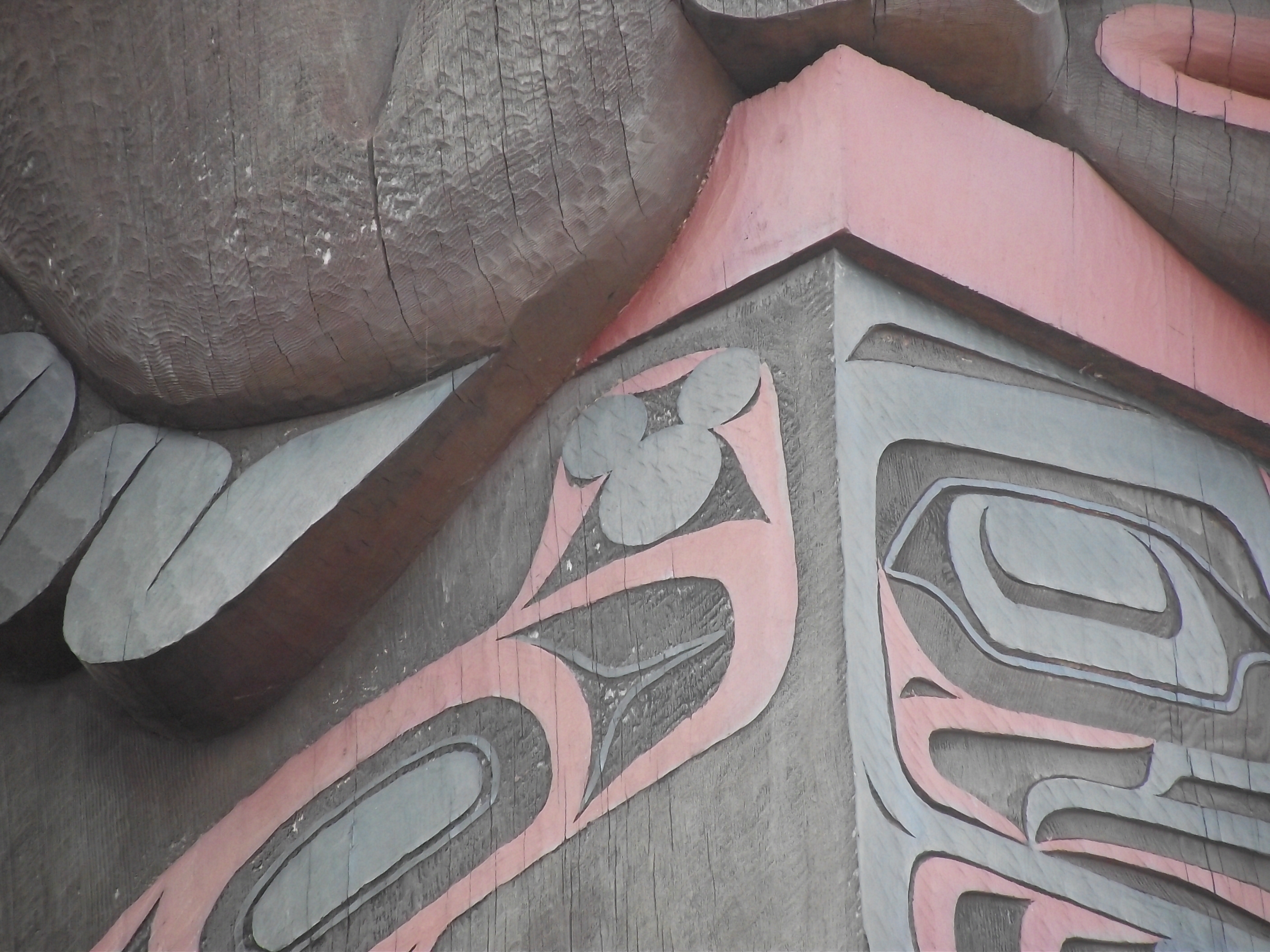
Uno dei numerosi Hidden Mickey.

- A Disneyland Paris si è svolta la ventesima tappa, la cronometro individuale, del Tour de France 1997 vinta dallo spagnolo Abraham Olano della Banesto[95].
- Il Disneyland Park è stato lo sfondo del video musicale del singolo di Noemi Se non è amore pubblicato nel 2012.[96]
- Dal 22 al 24 maggio 2013, Il principe saudita Fahd al-Saud ha prenotato intere aree del parco per lui e i suoi 60 ospiti, tra cui amici, nonché fan e blogger irriducibili della Disney, per la cifra record di 15 milioni di €. Una sicurezza speciale è stata messa in atto per il principe, uno dei principali clienti del parco. L'evento di Parigi è stato il gran finale di un tour mondiale interamente a spese del reale saudita chiamato Disney Dreamers Everywhere, che è iniziato a Hong Kong Disneyland e si è poi trasferito nei parchi a tema di Tokyo, California, Florida e poi in Francia. I festeggiamenti hanno incluso eventi su misura che coinvolgevano rari personaggi Disney; tra questi c'erano Roger e Jessica Rabbit, i personaggi de Gli Aristogatti e il cast di Up e Atlantis, l'Impero perduto. Secondo il quotidiano regionale Ouest France, il principe ha anche progettato alcuni dei costumi e degli scenari degli spettacoli privati, tutti appositamente spediti per l'evento, insieme a 80 ballerini. Il principe aveva il parco tutto per sé al mattino presto, dalle 6:00 circa, e dopo l'orario ufficiale di chiusura alle 23:00 fino a notte inoltrata. Il resto del tempo, il parco era normalmente aperto ai visitatori.[97][98][99]
- Come in tutti i parchi Disney, ci sono centinaia di sagome della faccia di Topolino nascoste a Disneyland Paris. Questi cosiddetti "Hidden Mickeys" sono dappertutto nel parco: in modelli piastrellati, su orologi, inferriate, porte o anche come fori di ventilazione.[100]
- Il castello di Disneyland Paris, simbolo dell'intero complesso, è unico nel suo genere. Fino ad allora, nei parchi Disney, i castelli emulavano gli stili realistici dei castelli medievali europei, ma poiché a Parigi avrebbero potuto soffrire di paragoni con l'architettura locale, fu deciso che il castello di Disneyland Paris sarebbe stato volutamente più fantasioso, evocando l'immaginario fiabesco. Ciononostante, i progettisti visitarono comunque molti castelli francesi per cercare ispirazioni, come Chambord o Azay-le-Rideau e soprattutto la struttura di Mont Saint-Michel.[100]I colori principali del Castello non sono scelti a caso, ma riprendono i colori degli abiti delle Fate della Bella Addormentata nel Bosco: Fauna per il verde della collinetta di sinistra, Flora per il rosso/rosa delle torri e Serenella per il blu dei tetti. Il colore rosa, che è un richiamo al colore dell' abito della principessa Aurora, ha la particolarità di risaltare sul cielo spesso grigio della regione parigina, ma anche nelle giornate di pieno sole.  La sua facciata principale, ovvero quella che si vede già da lontano su Main street U.S.A., è esposta verso nord-ovest affinché non abbia mai il sole alle spalle, ovvero non sia mai controluce nelle foto.
- Il 15 luglio 2024, il parco è entrato nel Guinness dei Primati per aver creato "il piú grande spettacolo aereo con droni basato su un personaggio di fantasia", con lo spettacolo per il 14 luglio (festa nazionale francese), in cui hanno ricreato la forma di Topolino con 1571 droni.[101]